# Przejście graniczne Łaziska-Věřnovice
Przejście graniczne Łaziska-Věřnovice – polsko-czeskie przejście graniczne małego ruchu granicznego położone w województwie śląskim, w powiecie wodzisławskim, w gminie Godów, w miejscowości Łaziska, zlikwidowane w 2007.

## Opis
Przejście graniczne Łaziska-Věřnovice utworzono 19 lutego 1996. Czynne było w godz. 6.00–22.00. Dopuszczony był ruch pieszych, rowerzystów, motorowerami o pojemności skokowej silnika do 50 cm³ i transportem rolniczym. Odprawę graniczną i celną wykonywały organy Straży Granicznej. Kontrolę graniczną i celną osób, towarów oraz środków transportu wykonywała Strażnica SG w Godowie.
21 grudnia 2007 na mocy układu z Schengen przejście graniczne zostało zlikwidowane.

### Przejścia graniczne z Czechosłowacją
W okresie istnienia Czechosłowackiej Republiki Socjalistycznej funkcjonowało w tym miejscu polsko-czechosłowackie przejście graniczne małego ruchu granicznego Łaziska-Věřnovice – II kategorii. Zostało utworzone 13 kwietnia 1960 roku. Czynne było w godz. 6.00–20.00, w okresie wiosenno-letnim (kwiecień–październik). Dopuszczony był ruch osób i środków transportu na podstawie przepustek w związku z użytkowaniem gruntów. Odprawę graniczną i celną wykonywały organy Wojsk Ochrony Pogranicza. Kontrolę graniczną i celną osób, towarów oraz środków transportu wykonywała Strażnica WOP Godów.
W II RP istniało polsko-czechosłowackie przejście graniczne Łaziska-Věřňovice (miejsce przejściowe po drogach ulicznych), w rejonie znaku granicznego nr 38. Był to punkt przejściowy z prawem dokonywania odpraw mieszkańców pogranicza, bez towarów w czasie i na zasadach obowiązujących urzędy celne, ustawione przy drogach kołowych. Dopuszczony był mały ruch graniczny. Przekraczanie granicy odbywało się na podstawie przepustek: jednorazowych, stałych i gospodarczych.